# Yūzō Minami
Yūzō Minami (japanisch 南 祐三 Minami Yūzō; * 17. November 1983 in der Präfektur Saitama) ist ein ehemaliger japanischer Fußballspieler.

## Karriere
Seinen ersten Vertrag unterschrieb er 2002 bei Urawa Reds. Der Verein spielte in der höchsten Liga des Landes, der J1 League. 2006 wechselte er zum Zweitligisten Ehime FC. Für den Verein absolvierte er 39 Ligaspiele. 2009 wechselte er zum Drittligisten V-Varen Nagasaki. Ende 2010 beendete er seine Karriere als Fußballspieler.

## Erfolge
Urawa Reds
- J1 League

Meister: 2006
Vizemeister: 2004, 2005
- J.League Cup

Sieger: 2003
Finalist: 2002, 2004
- Kaiserpokal

Sieger: 2005, 2006